# Niphargus hungaricus
Niphargus hungaricus is een vlokreeftensoort uit de familie van de Niphargidae. De wetenschappelijke naam van de soort is voor het eerst geldig gepubliceerd in 1937 door Méhely.